# Лора (фильм, 1944)
«Лора» (англ. Laura — «Лаура») (1944) — чёрно-белая нуарная детективная драма режиссёра Отто Премингера, экранизация одноимённого романа Веры Каспери. Ввиду неувядающей популярности Библиотека Конгресса в 1999 году включила «Лору» в Национальный реестр фильмов, а Американский киноинститут относит ленту к числу лучших детективов в истории Голливуда, поставив картину на 4-е место в соответствующем списке. Также «Лора» — единственный фильм 1940-х годов, саундтрек которого вошёл в список лучшей киномузыки, заняв 7-е место. В некоторых странах фильм шёл в прокате под названием «Головокружение».
Лента была удостоена премии «Оскар» за лучшую операторскую работу в чёрно-белом фильме (Джозеф Лашелл), а также номинировалась ещё в четырёх категориях: лучший режиссёр (Отто Премингер), мужская роль второго плана (Клифтон Уэбб), адаптированный сценарий (Джей Дратлер, Сэмюэл Хоффенстайн, Элизабет Райнхардт) и работа художника-постановщика (чёрно-белый фильм) (Лайл Уилер, Лиланд Фуллер, Томас Литтл).

## Сюжет
Повествование начинается от лица Уолдо Лайдекера (Клифтон Уэбб), известного и острого на язык репортёра-циника и владельца газетной колонки, которого посещает лейтенант полиции, детектив Марк Макфёрсон (Дэна Эндрюс), расследующий сенсационное убийство молодой и успешной бизнесвумен Лоры (Лауры) Хант (Джин Тирни), убитой картечью из ружья в лицо вчера вечером, которую репортёр вывел «в люди». В тот день в пятницу на это время у них был назначен обед, но в семь Лора позвонила и отменила его. Для отработки концентрации детектив играет в мини-бейсбол на переносном аппарате. Мистер Лайдекер напрашивается сопровождать детектива.
Следующей Макфёрсон допрашивает миссис Энн Тредуэлл (Джудит Андерсон), тётю убитой. Он уличает её в снятии больших сумм наличных, в которых нуждался пианист Шелби Карпентер (Винсент Прайс), беспутный жених Лоры, с которой тот собирался пожениться на этой неделе.
Детектив в сопровождении подозреваемых приходит к выводу, что убийца позвонил в дверь. Далее он узнаёт, что Карпентер подложил ключ от квартиры в ящик после полицейского обыска, не сообщив об этом заранее из-за неприязни к Лайдекеру.
Вечером Макфёрсон и Лайдекер посещают ресторан. Репортёр вспоминает, как повстречал Лору за этим же столиком пять лет назад, события демонстрируются через флешбэк. При первой встрече он холодно общается с ней, язвит и отказывается рекламировать одну из ручек компании, в которой та работает. Недовольная Лора покидает его.
Вскоре он приходит в офис, где работает Лора, и извиняется перед ней, после чего соглашается рекламировать ручку в колонке. Холодность Лоры сразу спадает. Лайдекер помогает девушке завести нужные знакомства, вечера они проводили наедине. Одним зимним вечером он замечает, что Лору посетил художник Джекеби, после чего написал о нём разгромную статью. На вечеринке Лора знакомится с Шелби и приглашает того на работу в своё агентство, что раздражает внешне спокойного Лайдекера.
Карпентер начинает ухаживать за девушкой. В ресторане танцующую пару замечает Лайдекер. При встрече тот предоставляет Лоре информацию о преступном прошлом Шелби, также параллельно он встречается с моделью Дайан Рэдфорн из её агентства. Лора сообщает о скорой женитьбе на Карпентере. Она пытается дозвониться до него, но Лайдекер говорит, что он на встрече с другой женщиной — её тётей. Они посещают её, у той в гостях оказывается Шелби, несмотря на неверие Лоры.
Лора звонит Лайдекеру, сообщая, что расстроилась из-за Шелби и уезжает за город на несколько дней. Это был их последний разговор. Детектив решает посетить Дайан Рэдфорн. У выхода он прощается с репортёром.
На следующий день Макфёрсон допрашивает Бесси Клэри, горничную убитой, с предубеждением относящейся к полицейским. В субботу она поставила бутылку скотча «Чёрный пони» в бар перед приходом полиции, в пятницу той ещё не было. Детектив понимает, что бутылку принёс убийца. Квартиру посещают Тредуэлл, Карпентер и Лайдекер. Лайдекер намерен вернуть подаренные Лоре вещи — вазу и часы. Макфёрсон решает не допрашивать вызванного жениха перед остальными.
Поздно Марк сменяет напарника Фрэнка, наблюдавшего за квартирой Лоры. Зайдя в апартаменты, он заглядывает в ящики, забирает переписку Хант и Лайдекера, трогает личные вещи покойной, затем наливает стакан алкоголя и глазеет на портрет. В квартиру неожиданно приходит Лайдекер, которому не нравится, что детектив лезет в их личную жизнь, затем обращает внимание, что тот похож на поклонника убитой, после чего уходит. Впав в забытье под заветным изображением, он открывает глаза — и видит перед собой лицо Лоры, живой и невредимой. Она в недоумении спрашивает его, кто он такой, и угрожает вызвать полицию. Лора ни о чём не подозревает — за городом она не получала газет, а радио сломалось. В шкафу та обнаруживает платье Дайаны Рэдфорн своего размера. В 7:26 она уехала на поезде, по пути не встретив никого из знакомых, и проведя за городом три дня, работая в саду. В субботу она гуляла в лесу, поэтому полиция не обнаружила её. Она знала, что Рэдфорн влюблена в Карпентера, подарившего ей портсигар. Макфёрсон наказывает Лоре не выходить из квартиры и не сообщать остальным, что она жива. Также он знает, что та уехала за город, дабы решить выходить ли ей замуж за Шелби. Лора отвечает, что решила не выходить за него.
Фрэнк, прослушивающий телефон Лоры, сообщает напарнику, что убитой оказалась Дайан Рэдфорн. Они подслушивают разговор Лоры и Шелби, назначившего встречу. После встречи детектив ловит Карпентера за попыткой спрятать ружьё в собственной квартире, с которым тот якобы охотился на кроликов. Макфёрсон считает, что тот был убийцей, Шелби всё отрицает. Он забрал запасной ключ в офисе Лоры, дабы поужинать с Дайан в отсутствие девушки. Раздался звонок в дверь, Шелби сказал Дайан открыть дверь. Ту застрелили, её посчитали за Лору, так как та была в её одежде, а лицо было изуродовано выстрелом. Сам Шелби не подозревает невесту в убийстве.
Горничная Бесси рыдает, увидев живую Лору, «труп» которой она видела собственными глазами. Вскоре приходит Шелби, ранее консультирующийся с адвокатом. За ним приходит Уолдо, при виде Лоры ему становится плохо. Придя в себя, он призывает Макфёрсона арестовать Карпентера, но тот решает повременить. Лайдекер успел позвонить остальным и пригласить в квартиру, но Карпентер опередил его.
Энн предлагает Шелби пожениться, но тот не принимает предложение. Он говорит с Энн о ружье, которое дал ей в целях самозащиты. Энн говорит племяннице, что она и Шелби созданы друг для друга, и добавляет, что никого не убивала, хотя хотела бы. По телефону на глазах замолкших гостей Макфёрсон говорит, что собирается арестовать убийцу. Он хочет забрать Лору в участок, Бесси приходит в ужас. Лайдекер убеждает её, что они наймут лучших адвокатов. Макфёрсон сетует, что не Карпентер открыл тогда дверь в пятницу, и бьёт того в живот.
Детектив проводит допрос Лоры, направив на ту лампу, но вскоре выключает её по её просьбе. Макфёрсон уличает её в поломке радио, которое было цело, когда он посещал домик за городом, затем в том, что она вновь решила жениться на Шелби. Лора не считает жениха убийцей. Марк решает подвезти ту до дома, намеренно арестовав девушку, дабы об этом узнал истинный преступник. Проводив Лору, Макфёрсон сообщает Фрэнку о визите к Лайдекеру. Там он осматривает часы и обнаруживает пустое полое пространство под циферблатом.
Марк застаёт ревнующего Лайдекера в квартире Лоры, и сообщает той, что убийство было совершено не из ружья Карпентера. Девушка уличает репортёра в его подлой игре. Тот грозится рассказать о «великих любовниках». Макфёрсон обнаруживает ружьё в часах той же модели. Он восстанавливает хронологию событий — Уолдо принял одетую в одежду Лоры Рэдфорн за неё, и решив, что раз она не будет принадлежать ему, то уж тем более не Шелби, выстрелил из обоих стволов несчастной в лицо. Услышав выстрел, Шелби убежал, а Уолдо спрятал оружие в часах. Лора чувствует свою вину наравне с Лайдекером. Марк просит ту ничего не трогать для снятия отпечатков и не открывать дверь. Перед уходом они целуются. Через чёрный ход в квартиру под мерное тиканье часов проникает Лайдекер, забирает ружьё и заряжает его. Фрэнк, следивший за входом, сообщает, что Уолдо не выходил из здания. Происходящее перемежается заранее записанным монологом репортёра о силе любви. Уолдо хочет застрелить Лору, после чего покончить с собой, дабы Лайдекер обнаружил их вместе, как было всегда. Той удаётся ускользнуть из спальни, схватившись за ружьё. Первый выстрел попадает в потолок. В квартиру врываются детективы, один из них стреляет в Лайдекера, выстрелившего одновременно и попавшего в циферблат подаренных Лоре часов. Тот произносит «Прощай. Лора. Прощай, любовь моя…», кадр с разбитым циферблатом сменяется портретом девушки.

## В ролях
- Джин Тирни — Лора (Лаура) Хант, бизнесвумен
- Дэна Эндрюс — Марк Макфёрсон, лейтенант полиции, детектив
- Клифтон Уэбб — Уолдо Лайдекер, владелец газетной колонки
- Винсент Прайс — Шелби Карпентер, жених Лоры
- Джудит Андерсон — Энн Тредуэлл, тётя Лоры
- Дороти Адамс — Бесси Клэри, горничная Лоры

## Работа над фильмом
Подобно «Касабланке», «Лора» снималась в обстановке студийных интриг и неразберихи на съёмочной площадке. Над сценарием поочередно работало не менее 5 человек, ввиду ограниченного бюджета на основные роли были взяты не самые известные актёры.
Фильм начал снимать Рубен Мамулян, но затем в кресле режиссёра его сменил продюсер Отто Премингер. Он подключил к работе над картиной нового оператора, Джозефа Лашелла (получившего за неё «Оскар»).
После долгих споров в качестве музыкального сопровождения была выбрана тема, сочинённая Дэвидом Рэксином; время подтвердило мудрость этого решения и песня стала джазовым стандартом, оценённым Американским киноинститутом киноискусства.

## Значение
«Лору» принято относить к лучшим фильмам-нуарам, хотя это далеко не самый характерный образец жанра. Развитие сюжета роднит его с классическим интеллектуальным детективом, а не с «крутым» романом «чёрной школы»; действие разворачивается в мире светского гламура, вдали от преступного «дна». Тем не менее главные герои воплощают классические типажи нуара: детектив показан как резкий до бестактности циник, главная героиня — предмет одержимости мужчин — неправдоподобно идеализирована, а убийца, как нередко бывало в фильмах 1940-х годов, манерен до приторности (исполнитель его роли был известен как гомосексуалист).
Основной сюжетный ход «Лоры» — возвращение главного героя «с того света» — был подхвачен авторами детективов и ещё не раз обыгрывался в нуарах (ср. «Головокружение» Хичкока и «Третий человек» с О. Уэллсом). Сам Премингер продолжал снимать фильмы с Эндрюсом и Тирни в главных ролях до конца эпохи нуара, однако повторить успех «Лоры» не смог.
Фильм стал вдохновением к культовому сериалу 1990-х годов «Твин Пикс» Девида Линча. Сюжет также сосредотачивается на расследовании убийства молодой девушки по имени Лора Палмер, дневник героини тоже является важным для расследования.